# Fale Alea

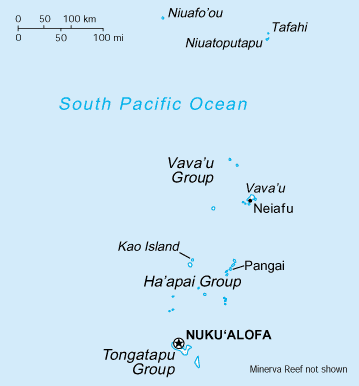
Tonga

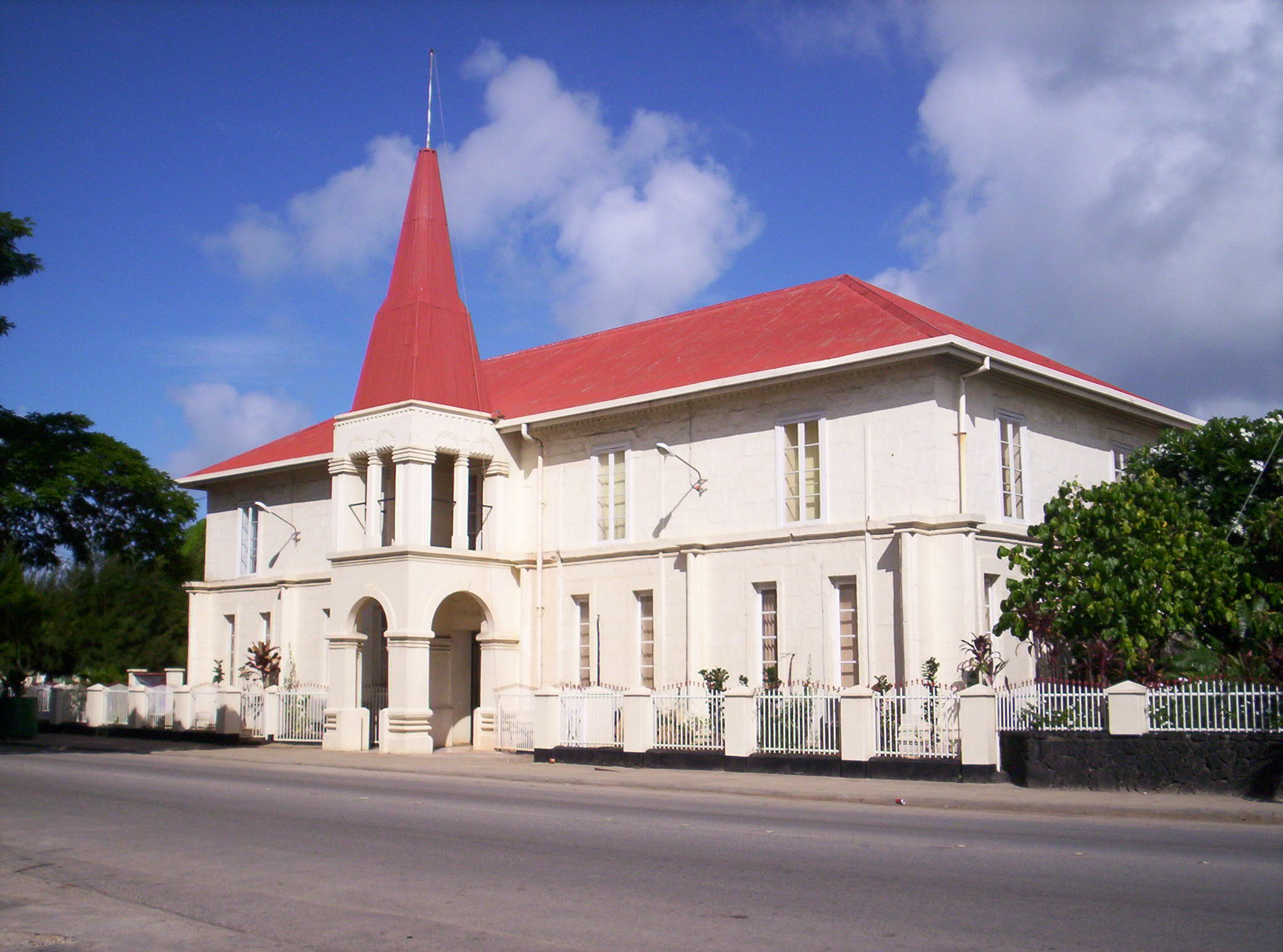
Del av Fale Alea

Tongas vapen

Fale Alea (engelska: Legislative Assembly of Tonga) är det lokala parlamentet i Tonga i Stilla havet.

## Parlamentet
Fale Alea är ett enkammarparlament och är den lagstiftande makten i Tonga. Parlamentet har sitt säte i huvudstaden Nuku'alofa på ön Tongatapu (1).

## Sammansättning
33 Members of the House (ledamöter) valda på en treårsperiod. 24 ledamöter tillsätts "ex officio" fördelade på 13 ministrar (Privy Council, tillsätts av monarken), 2 guvernörer (1 från Vava'uöarna och 1 från Ha'apaiöarna, utses av monarken) och 9 ledamöter (Nobles Representatives, utses av de lokala mataierna) och endast 9 ledamöter (People’s Representatives) väljs i valkretsar (2). Även monarken George Tupou V är ledamot i Fale Alea.
Ledamöterna väljs genom personval men kommer i regel från politiska partier.
Talmannen kallas "Speaker of the House" och tillsätts av monarken.

## Historia
1988 antog Tonga en reviderad konstitution (3) som skulle öppna vägen för ökad demokrati. I november 2006 utbröt oroligheter i huvudstaden (Nuku'alofa-upproret) i samband med slutet på parlamentets session som ännu inte lyckats driva demokratiseringen framåt. De senaste valen genomfördes den 24 april 2008 (4).